# 2023年1月逝世人物列表
2023年逝世人物列表：1月 - 2月 - 3月 - 4月 - 5月 - 6月 - 7月 - 8月 - 9月 - 10月 - 11月 - 12月
2023年1月逝世人物列表，是用于汇总2023年1月期间逝世人物的列表。

## 依日期排序

### 31日
- 李科洪，76岁，中國嗩吶製作家，长沙唢呐非物质文化遗产代表性传承人。[1]
- 亨里克·诺德布兰德（丹麥語：Henrik Nordbrandt），77岁，丹麦诗人。[2]
- 安娜·切爾溫斯卡（波蘭語：Anna Czerwińska），73岁，波蘭登山家，50歲時登上聖母峰頂，為目前為止最高齡登頂的女性[3]。
- 大衛·杜倫伯格（英語：David Ferdinand Durenberger），87歲，美國政治人物，1978~1995年任美國參議員[4]。
- 金英姬（韓語：김영희），59歲，前韓國女子籃球選手，1984年夏季奧運韓國女籃國家隊銀牌成員之一，因腦腫瘤病逝[5]。
- 黃漢源，90歲，中國著名乳腺外科专家，北京协和医院主任医师[6]。
- 蔣凡可·蘭奇（義大利語：Gianfranco Lanci），68歲，義大利企業家，曾任職於德州儀器、宏碁集團與聯想集團[7]。
- 徐智俊，56歲，台灣廣播主持人，前客家公共傳播基金會總經理、講客電台台長[8]。
- 夏毓啟，90歲，中國人，第十一屆淮南市人大常委會主任。[9]

### 30日
- 常留柱，90歲，中國歌唱家。[10]
- 歐陽平凱，77歲，中國生物化工專家，中國工程院院士，曾任南京工業大學校長。[11]
- 李家耀，中國知名话剧导演，上海话剧艺术中心导演、演员。[12]
- 黎介壽，98歲，中國著名普外科學專家，中国工程院院士。[13]
- 鮑比·赫爾（英語：Robert Marvin Hull），84歲，加拿大職業冰球選手，冰球名人堂成員[14]。
- 周湘萍，94歲，中國人，南京大屠殺倖存者。[15]
- 龙惟定，76岁，中国暖通空调与能源领域专家，同济大学机械与能源工程学院教授。[16]
- 倪东方，96岁，中国工艺美术大师、国家级非物质文化遗产项目代表性传承人，青田石雕大师。[17]
- 朱正文，93岁，中国设计教育家、江南大学教授。[18]
- 展学昌，83岁，中国秦腔表演艺术家。[19]
- 安妮·麦克勞林（英語：Ann McLaughlin Korologos），81岁，美國企業家、政治人物，1987~1989年任美國勞工部長，因腦膜炎併發症病逝[20]。
- 丁邦新，86歲，臺灣語言學家，中央研究院院士，中央研究院歷史語言研究所研究員、前所長。[21]
- 劉經傳，93歲，中國企業家，原一汽解放联营公司常务董事、一汽总设计师。[22]
- 鄭長才，80歲，中國企業家，花卉协会盆景分会名誉会长。[23]
- 滕颖，91歲，中國學者，社科院东方哲学研究室译审。[24]

### 29日
- 拿督斯里哥巴斯里南，79歲，馬來西亞聯邦法院退休法官，曾任一个马来西亚发展有限公司丑闻（1MDB）主控官。[25]
- 黑茲爾·麥卡利恩（英語：Hazel McCallion），101歲，加拿大政治人物，1978年至2014年擔任安大略省密西沙加市市長，為該國任期最長的市長。[26]
- 克里斯特·克里斯滕松（瑞典語：Krister Kristensson），80歲，瑞典足球運動員。[27]
- 德米特羅·帕夫里奇科（烏克蘭語：Дмитро Васильович Павличко），93歲，烏克蘭詩人、翻譯家、文化學者與政治人物，曾任烏克蘭駐波蘭、斯洛伐克大使[28]。
- 巴瑞特·史壯（英語：Barrett Strong），81歲，美國節奏藍調、靈魂樂歌手與詞曲創作者[29]。
- 安妮·沃斯奇（英語：Annie Wersching），45歲，美國女演員，死於癌症[30]。
- 凱爾·斯梅恩（英語：Kyle Smaine），31歲，美國自由式滑雪運動員，在日本長野縣因雪崩罹難。[31]
- 鮎川誠（日語：鮎川 誠），74歲，日本搖滾樂結他手，樂團「Sheena & The Rokkets」（シーナ&ロケッツ）成員。死於胰臟癌。[32]
- 納巴·達斯，61歲，印度商人兼政治人物，奧里薩邦（Odisha）衛生部長，被警員開槍殺死。[33]
- 石原信雄（日語：石原 信雄），96歲，日本政治人物，前內閣官房副長官。多器官功能衰竭而逝。[34]

### 28日
- 卡洛·塔韋基奧（義大利語：Carlo Tavecchio），79歲，義大利官員，曾任義大利足球協會主席。[35]
- 周棣华，86岁，中國企業家，原广东佛陶集团董事长。[36]
- 汤世杰，80歲，中國作家，云南省作家协会前副主席。[37]
- 汤姆·魏尔伦（英語：Tom Verlaine），73歲，美國歌手、吉他手，电视乐队主唱。[38]
- 黃乃寬，71歲，臺灣金融界人物，曾任臺灣證券交易所副總經理、元大金控獨立董事。在機械式停車位事故中被夾身亡。[39]
- 麗莎·洛林（英語：Lisa Loring），64歲，美國演員。[40]

### 27日
- 李文俊，93歲，中国翻譯家。[41]
- 丁強，86歲，臺灣資深男演員、導演。[42]
- 楊苡，103歲，中国翻譯家。[43]
- 葛瑞戈里·艾倫·霍華（英語：Gregory Allen Howard），70歲，美國編劇和製片人。[44]
- 项秉炎，91岁，中國政治人物，中共宁波市委原书记。[45]
- 韩格平，67岁，中國學者，北京师范大学教授。[46]
- 馬西元，68歲，中國企業家，泰山酒业集团党委书记、董事局主席。[47]
- 劉廷英，85歲，臺灣食品界人物，曾任衛生署食品衛生處首任處長、食品工業研究所所長。[48]
- 张梅，103岁，中国女红军，原沈阳医科大学第一医院医生，林彪前妻。[49]
- 吴宗耀，89岁，中国醫學家，现代康复医学先驱与奠基人之一，陆军军医大学第一附属医院教授。[50]

### 26日
- 王圩，86岁，中国科学院院士，半导体光电子学家。[51]
- 杨存昌，60岁，中國學者，山东师范大学文学院原院长。[52]
- 拿督張德利，97岁，馬來西亞教育家，體育教學之父、救生協會創辦人。英國皇家救生協會愛德華七世盃2001年得主。[53]
- 王殿甫，87歲，中國企業家，赛格集团原董事长。[54]
- 劉漢陽，86歲，中國醫界人物，哈爾濱工業大學醫院原黨支部書記。[55]
- 孫瑞宣，95歲，中國人，安徽省紀委原紀律檢查三室主任。[56]
- 張國祥，84歲，中國企業家，祥明智能(301226.SZ)创始人。[57]
- 王宪恩，96岁，中國人，原浙江省林业厅厅长。[58]
- 埃德加·亨利·席恩，94歲，美國麻省理工學院史隆管理學院前教授，專長組織發展理論[59]。

### 25日
- 沈定庵，95歲，中國書法家、畫家、篆刻家，曾任中國書法家協會理事，浙江省書法家協會副主席。[60]
- 陈立言，83岁，中国画艺术家，湖北省美术院原院长。[61]
- 比拉爾·阿爾-蘇達尼（英語：Bilal al-Sudani），年齡不詳，索馬利亞伊斯蘭國主要領導人，在美軍突襲行動中被擊斃[62]。
- 周莫默，31歲，中國女子飞镖運動員。[63]
- 喬治·P·威爾伯（英語：George P. Wilbur），81歲，美國演員。[64]
- 方揚，102歲，中國人，廣州市醫藥總公司原黨委書記。[65]

### 24日
- 門田博光（日語：門田 博光），74歲，日本職業棒球運動員及教練。[66]
- 李钊，82岁，中国地雷爆破专家，中国工程院院士。[67]
- 唯靈，86歲，香港評論美食家。[68]
- 蘭斯·克溫（英語：Lance Kerwin），62歲，美國演員。[69]
- 姚乃中，86岁，中國中醫師，上海中医药大学教授，上海中医药大学附属龙华医院主任医师。[70]
- 叶文程，94岁，中国學者，古陶瓷研究会原会长，厦门大学原人类学系主任。[71]
- 许秀成，87岁，中国化肥专家，原郑州工学院化工系主任。[72]
- 孙克杰，94岁，中國政治人物，广东省民政厅原厅长。[73]
- 陳占安，76歲，中國學者，北京大學馬克思主義學院教授。[74]
- 胡瑜，97歲，中國人，中國安徽省圖書館原副館長。[75]

### 23日
- 付寧，55歲，中國導演。[76]
- 胡光镇，95歲，中国电子工程及通信技术专家，中国工程院院士。[77]
- 肖荻，93岁，中國傳媒人，人民日报社天津分社原社长。[78]
- 阿都拉尼·奥斯曼，64岁，馬來西亞政治人物，前國會议员。[79]
- 权甲龙（韓語：권갑용），66岁，韩国围棋棋手，圍棋階級九段。[80]
- 阿尔瓦罗·科洛姆（西班牙語：Álvaro Colom），71岁，危地马拉政治人物，前总统。[81]
- 巴克里希纳·多西（英語：Balkrishna Vithaldas Doshi），95岁，印度建筑师，2018年普立兹克奖得主。[82]
- 雷娜特·博伊（德語：Renate Boy），83岁，德国女子田径运动员。[83]
- 张鑫昌，83岁，中國學者，云南大学教授，云南大学人文学院院长。[84]
- 樊孔彰，87岁，中國政治人物，山東省烟台市第九届委员会副主席、中国民主同盟烟台市第二、三届委员会主委。[85]
- 陳者香，91歲，中國政治人物，安徽省人民政府原副秘書長。[86]
- 王德瑛，91歲，中國政治人物，中央纪委原副书记。[87]
- 沃爾夫岡·阿爾滕堡（德語：Wolfgang Altenburg），94歲，德國退役將領，曾任德國聯邦國防軍總監（1983年-1986年）和北約軍事委員會主席（1986年-1989年）。[88]
- 维克多·纳瓦斯基（Victor Navasky），90歲，美國記者，曾任職《纽约时报》。[89]

### 22日
- 李樑，77岁，中國作曲家，上海昆剧团国家一级作曲。[90]
- 奧克塔維亞諾·華雷斯-科羅（西班牙語：Octaviano Juarez-Corro），49岁，墨西哥裔美國籍殺人犯，曾為美國FBI通緝要犯之一，本日被發現死於威斯康辛州密爾瓦基郡監獄牢房[91]。
- 邓布仁，83岁，中國政治人物，江西省政府决策咨询委员会常委、宜春地委书记。[92]
- 陈子瑜，63岁，中国磁学研究与教育专家，北京航空航天大学教授。[93]
- 侯賽因·沙哈比，55岁，伊朗電影導演，編劇和電影製片，死於肺部感染[94]。
- 張喬敏，85歲，中國人，山東隆基機械股份有限公司董事、實際控制人之一。[95]
- 小沼勝（日語：小沼勝），85歲，電影導演，1970年代執導大量日活株式會社桃色電影系列[96]。
- 阿古斯丁·畢亞龍迦，69歲，西班牙電影導演、演員[97]。
- 佘孟孝，91歲，中國政治人物，曾任新華社香港分社副社長兼秘書長，司法部副部長、黨組成員，中國法學會常務副會長、黨組書記。[98]
- 林正二，71歲，台灣政治人物。

### 21日
- 羅喆，37歲，韓國演員。[99]
- 金永德（朝鲜语：김영덕 (야구인)），86歲，韓國棒球運動員，OB熊首任總教練，1982年帶領球隊贏得第一屆韓國大賽總冠軍。[100]
- 陈琳，101岁，中国外语教育专家，北京外国语大学教授。[101]
- 赵尔康，81岁，中国电影演员。[102]
- 沈魁，103岁，中国醫學家，胰腺外科奠基者之一，中国医科大学附属第一医院普通外科教授。[103]
- 葛道荣，96歲，中国人，南京大屠殺倖存者。[104]
- 刘宝纯，92岁，中国畫家，原山东省文联副主席，山东画院院长。[105]

### 20日
- 鄧澍，92歲，中國油畫藝術家。[106]
- 楊欽，31歲，中國喜剧演员。[107]
- 董安生，71岁，中国法学家，中国人民大学法学院教授。[108]
- 李智，86岁，中國畫家，原郑州画院副院长、原郑州美术馆副馆长。[109]
- 方智远，83岁，中国蔬菜遗传育种专家，中國工程院院士。[110]
- 何郝炬，99岁，中國政治人物，四川省人大常委会原主任。[111]
- 罗永湘，90岁，中国骨科显微外科手外科专家、华中科技大学同济医学院附属同济医院骨科教授。[112]
- 米卡埃尔·穆萨·阿达莫（法語：Michael Moussa-Adamo），62歲，加蓬政治人物，外交部长，死於心臟病。[113]
- 张阳德，68岁，中國醫學家，中南大学外科学和生物医学工程学教授，乌克兰国家医学科学院中国籍院士。[114]
- 林秀安，95岁，中國學者，燕山大学原院长。[115]
- 叶险明，68岁，中國學者，浙江师范大学马克思主义学院教授。[116]
- 路志正，102歲，中國中醫學家，中國中醫科學院主任醫師，首屆國醫大師，第六、七、八屆全國政協委員。[117]
- 郭力文，102歲，中國政治人物。[118]
- 邵井蛙，104歲，中國政治人物，曾任寧夏回族自治區革命委員會副主任，中共寧夏回族自治區黨委副書記，國家城市建設總局局長。[119]

### 19日
- 張正治，57歲，台灣政治人物，國民黨籍花蓮縣議員[120]。
- 尹靜姬（韓語：윤정희），78歲，韓國演員，代表作《生命之詩（英语：Poetry (film)）》。[121]
- 潘金培，88歲，中國水生生物學家，中國科學院南海海洋研究所研究員、原所長，廣東省政協原副主席，第九屆全國政協常務委員。[122]
- 高正榮，93歲，中國政治人物，安徽省社會科學界聯合會原黨組成員、副主席。[123]
- 田富達，93歲，中國政治人物，台灣民主自治同盟名譽副主席。[124]
- 大衛·薩瑟蘭（英语：David Sutherland (comics)），89歲，蘇格蘭插畫家和漫畫家，代表作《淘氣阿丹》。[125][126]
- 许宜铭，61岁，中國學者，浙江大学化学系教授。[127]
- 诺贝特·扎特勒（德語：Norbert Sattler），72岁，奥地利男子皮划艇运动员。[128]
- 宋李瑞芳（英語：Betty Lee Sung），98岁，美籍華人學者，纽约市立大学退休教授。[129]
- 董安生，71岁，中国法学家，中国人民大学法学院教授。[130]
- 蔡演威，97歲，中國華僑，曾擔任中共中央首長專機飛行大隊大隊長。[131]

### 18日
- 2023年基輔直升機墜機罹難者：[132]
  - 傑尼斯·莫納斯特爾斯基（烏克蘭語：Денис Монастирський），42歲，烏克蘭政治人物，內政部部長。
  - 葉夫根尼·葉寧（烏克蘭語：Євгеній Єнін），42歲，烏克蘭政治人物，內政部第一副部長。
  - 尤里·盧布科維奇（英语：Yurii Lubkovych），33歲，烏克蘭政治人物，國務秘書。
- 大衛·克羅斯比（英語：David Crosby），81歲，美國搖滾、民歌創作歌手。[133]
- 金恩慶，78歲，台灣政治人物，中華民國陸軍二級上將、國民黨前黃復興黨部主委。[134]
- 陈康扬，86岁，中國政治人物，成都市政协原副主席。[135]
- 张永柱，76岁，中国诗人。[136]
- 王铁梦，92岁，中国著名裂缝控制专家，国家结构工程大师，原冶金工业部建筑研究总院副院长。[137]
- 姜静楠，68岁，中國學者，山东师范大学文学院教授。[138]
- 王洪勝，84歲，中國演員。[139]

### 17日
- 露西爾·朗東（法語：Lucile Randon），118歲340天，法國超級人瑞、天主教修女。[140]
- 克里斯·福特（英語：Christopher Joseph Ford），74岁，美國前職業籃球運動員和教練，在1979年10月12日的比赛中，作為波士頓塞爾提克隊球員，投中NBA史上引入三分球規則之後的第一個進球[141]。
- 艾德華·布雷斯曼（英語：Edward R. Pressman），79岁，美國電影製片人，呼吸衰竭。[142]
- 沃尔高·费伦茨（匈牙利語：Varga Ferenc），97岁，匈牙利男子皮划艇运动员，曾获得1952年夏季奥林匹克运动会皮划艇比赛男子双人皮艇10000米铜牌。[143]
- 廖松林，88岁，中國医学家，北京大学基础医学院教授。[144]
- 江兆航，78歲，中國政治人物，安徽省水利廳原副廳長。[145]。
- 李庚山，91歲，中國医学家、教育家、医院管理学家，中国介入心脏病学开拓者之一。[146]
- 陆松芳，92岁，中国慈善人物，曾在汶川地震捐出拉煤收入人民币11000元。[147]
- 梁晋才，95歲，中國工程院院士、航天自动控制专家。[148]
- 赵伯仁，87岁，中國建築學者，华南理工大学建筑学院教授。[149]

### 16日
- 連明月，70歲，台灣歌仔戲演員。[150]
- 郭宏安，78歲，中國翻譯家，中国社会科学院荣誉学部委员。[151]
- 海，80岁，中国螳螂拳武术家、演员，曾参演《少林寺》。[152]
- 馮忠良，94歲，中国教育心理学家。[153]
- 林筱之，96歲，中国书法家，“当代草圣”林散之之子。[154]
- 吉姆·莫兰（英語：Jim Molan），72岁，澳大利亚政治人物，退役軍人，参议员、前陆军少将。[155]
- 珍娜·露露布莉姬妲（義大利語：Luigina "Gina" Lollobrigida），95歲，義大利演員。[156]
- 劉旭，103歲，中國政治人物，原廣東省氣象局副局長。[157]
- 吴业正，85岁，中國低溫工程專家，西安交通大学能源与动力工程学院教授。[158]
- 傅国通，96岁，中國學者，浙江大学文学院教授。[159]
- 姜平，93岁，中國學者，南京大学历史学院教授。[160]

### 15日
- 汪英傑，70歲，中國企業家，河南省禹州市銀梅飲料創始人。[161]
- 唐昌虎，79歲，中國書法家。[162]
- 桂世澄，99岁，中國醫師，湖北医药学院教授，曾获“中国好医生”称号。[163]
- 瓦赫坦·基加比泽，84岁，格鲁吉亚歌手、音樂家、政治人物，2020年當選國會議員，因腦癌病逝[164]。
- 楊麗，33歲，中國網紅。[165]
- 趙寰，97歲，中國劇作家，曾任中國戲劇家協會理事。[166]
- 林元春，86岁，中国作家，延边作家协会原副主席。[167]
- 邓学钧，86岁，中国道路交通领域科学家，东南大学教授。[168]
- 冯东邦，102岁，中国司法人物，福建三明市中级人民法院原副院长。[169]
- 庄次彭，98岁，中国學者，人民大学经济学院教授。[170]
- 洪嘉玲，51岁，新加坡歌台艺人、歌手。死於肺癌。[171]
- 亚内·塞德奎斯特（瑞典語：Jane Cederqvist），77岁，瑞典女子游泳运动员，曾获1960年夏季奥林匹克运动会游泳比赛女子400米自由泳银牌。[172]
- 陳啟智，98岁，中國人民解放軍中將。曾任國防科技大學校長。[173]
- 王傳劍，94歲，中國人，曾任中國華能集團公司總經理。[174]

### 14日
- 曾诚，46歲，中國小提琴家，中国爱乐乐团首席。[175]
- 阿里-礼萨·阿克巴里（波斯語：علیرضا اکبری），61歲，伊朗政治人物，外交官，前伊朗國防部副部長（2000年－2005年），因間諜罪被判絞刑處決（訃告公開日）。[176]
- 钱逸泰，82岁，中国化学家，中国科学院院士。[177]
- 戈悟覺，86歲，中國作家。[178]
- 陶天月，91岁，中国美术家、书法家，国务院特殊津贴终身享受者。[179]
- 卢烈红，63岁，中国语言学家，武汉大学文学院教授。[180]
- 上田美由紀（日語：上田 美由紀），49歲，日本死刑犯，鳥取連續非正常死亡事件（日语：鳥取連続不審死事件）嫌疑犯，2017年死刑定讞，在廣島看守所羈押時，因進餐梗噎窒息而死[181]。
- 张圣道，96岁，中国外科学家，上海交通大学医学院附属瑞金医院终身教授。[182]
- 黄如训，88岁，中国神经病学专家，原中山大学附属第一医院神经科主任。[183]
- 卡尔·哈恩（德語：Carl Horst Hahn），96岁，德国企業家，大众集团前总裁。[184]
- 大卫·安利（英語：David Charles Onley），72岁，加拿大政治人物，前安大略省省督。[185]
- 马科，93岁，中国戏剧家，上海京剧院导演。[186]
- 茵娜·丘里科娃（俄語：Инна Михайловна Чурикова），79岁，俄羅斯電影女演員，1984年因演出《戰地浪漫曲（英语：Wartime Romance）》獲得柏林影展最佳女演員銀熊獎[187]。
- 郭榮章，91歲，中国石门石刻研究专家，原汉中博物馆馆长。[188]
- 郭成忠，90岁，中国人，重庆《当代党员》杂志社原副总编辑。[189]
- 杨建军，62岁，中國學者，海南医学院原公共卫生学院院长。[190]
- 孙梦菊，95岁，中國學者，哈尔滨工业大学离休教授。[191]
- 左垂紀，87歲，中國學者，哈爾濱工業大學退休副教授。[192]
- 史奎雄，93歲，中國學者。[193]
- 武尚瑞，90歲，中國政治人物，原安徽省審計局副局長。[194]
- 周孝思，89岁，中国外科学家，医学教育家，北京大学第三医院教授。[195]
- 朱祝芬，79岁，中國越剧表演艺术家。[196]
- 韩美英，96岁，中國政治人物，广州市天河区人大常委会原主任。[197]
- 波尔-埃里克·尼尔森（丹麥語：Poul-Erik Nielsen），91岁，丹麦羽毛球运动员。[198]
- 张谅，96岁，中国政治人物，天津市河东区人民代表大会常务委员会原主任。[199]

### 13日
- 茆智，90歲，中國節水灌溉工程專家，中國工程院院士。[200]
- 宣科，93歲，中國音乐民族学家。[201]
- 谢莉斯，75岁，中国歌唱家。[202]
- 樂美龍，90歲，中國漁業法學科開創者、水產教育家，曾任上海海洋大學校長。[203]
- 張滿山，83歲，中國精密仪器學者。哈尔滨工业大学研究员。[204]
- 彭景亮，99歲，中國政治人物，原蚌埠市財辦副主任。[205]
- 郭利民（葡萄牙語：Reinaldo Maria CORDEIRO），人稱Uncle Ray，98歲，葡萄牙裔香港音樂人兼唱片騎師，金氏世界紀錄工作最久的唱片騎師至2021年退休。[206]
- 楊古城，84歲，中國文化研究者和民间文保专家。[207]
- 克拉斯·莱斯坦德（瑞典語：Klas Lestander），91岁，瑞典男子冬季两项运动员，1960年冬奥会冬季两项比赛男子20公里金牌得主。[208]
- 盧烈紅，63歲，中國語言學家，武汉大学中文系教授。[209]
- 李承志，89歲，中國工程图学學者。哈尔滨工业大学基础学部工程图学部教師。[210]
- 李美兰，96歲，中國人，南京大屠殺倖存者。[211]
- 张宇峰，43岁，中國學者，华南理工大学建筑学院教授。[212]
- 唐凯麟，85岁，中国伦理学家，原湖南师范大学伦理学研究所所长。[213]
- 管宗祥，100岁，中国演员，中国电影金凤凰奖特别荣誉奖得主，导演管虎父亲。[214]
- 董良羽，85岁，中國學者，原湖北省董必武思想研究会副会长，董必武儿子。[215]
- 杜惠昌，87岁，中国工程師，原兵器工业集团首席科学家第三代坦克副总设计师。[216]
- 王啟康，99歲，中國心理學家，華中師範大學教授。[217]
- 高松幹，93歲，中國人，原安徽農業技術師範學院黨委委員、副院長。[218]
- 李際均，89歲，中國人民解放軍中將。 [219]
- 侯樹棟，89歲，中國人民解放軍中將。 [220]
- 徐懷中，93歲，中國作家，中國人民解放軍少將。[221]

### 12日
- 馮天瑜，80歲，中國歷史文化學家，武漢大學资深教授。[222]
- 寇庚儒，86歲，中國相声演员。[223]
- 曹志林，76歲，中國围棋选手、评论家。[224]
- 張耀華，91歲，中國政治人物，曾任南京市人民政府市長。[225]
- 麗莎·瑪麗·普里斯萊（英語：Lisa Marie Presley），54歲，美國女歌手、詞曲作家、社會慈善活動者。是「貓王」艾維斯·普里斯萊唯一的孩子。[226]
- 劉書亮，68歲，中國學者。[227]
- 譚毓銓，96歲，中国医学教育家、外科学家，吉林大学白求恩第一医院教授。[228]
- 趙學斌，95歲，中國人，原合肥高壓開關廠黨委副書記。[229]
- 劉江，105歲，中國戰地記者，原中国共产党山西省委宣传部副部长，八路军《新华日报》战地记者。[230][231]
- 馬若云，83歲，中國演員。[232]
- 保羅·強生（英語：Paul Bede Johnson），94歲，英国记者、通俗历史学家、演说家和作家[233]。
- 吴庚久，82岁，中國企業家，中国建筑一局（集团）有限公司原董事长。[234]
- 刘书亮，68岁，中国學者，传媒大学教授，电视剧《三国演义》主摄像。[235]
- 路振隆，80岁，中国导演，曾任河南电影制片厂副厂长。[236]
- 周志强，69岁，中国京胡演奏家。[237]
- 董玉森，97岁，中国政治人物，湖北省政协原副主席。[238]
- 吴希海，93岁，中国政治人物，中国共产党成都市委原书记。[239]
- 加贺乙彦（日語：加賀 乙彦），93岁，日本精神科医师、小说家。[240]
- 張雲，101歲，中國軍事人物，曾任總後勤部物資部副部長。[241]

### 11日
- 詹建俊，91歲，中國畫家。[242]
- 塔季揚娜·帕迪茲（英语：Tatjana Patitz），56岁，德国超级名模。[243]
- 張偉，67歲，中國學者、上海史研究专家。[244]
- 陈安岳，75岁，中國學者，南方科技大学数学系退休教援。[245]
- 卡蘿·庫克（英语：Carole Cook），98岁，美國演員，代表作包括《美國舞男》等。[246]
- 年廣九，82歲，中國企業家。[247]
- 林樂培，96歲，香港作曲家。[248]
- 穆尔塔扎·拉希莫夫（俄語：Муртаза Рахимов），88歲，俄罗斯政治人物，巴什科尔托斯坦共和国首任总统。[249]
- 齐兴家，92歲，中國电影导演。[250]
- 白萩，85歲，本名何錦榮，台灣詩人。[251]
- 钱广华，93岁，中国哲学家，安徽大学哲学学院教授。[252]
- 拉菲克·尼沙诺夫（俄語：Рафик Нишанович Нишанов），96岁，乌兹别克政治人物，乌兹别克苏维埃社会主义共和国外交部长、最高苏维埃主席团主席，乌兹别克共产党第一书记。[253]
- 高橋幸宏（日語：高橋 幸宏），70歲，日本創作歌手、鼓手、時裝設計師及作家，黃色魔術交響樂團的成員。[254]
- 彼得·坎贝尔（英語：Peter Campbell），62歲，美国男子水球运动员。他曾参加1984年和1988年夏季奥林匹克运动会水球比赛，获得二枚银牌。[255]
- 黃甘英，101歲，中國政治人物，全國婦聯國際活動委員會原主任。[256]
- 張心歡，81歲，新加坡中國象棋國際特級大師。[257]

### 10日
- 康斯坦丁二世（希臘語：Κωνσταντίνος Βʹ της Ελλάδας），82岁，希腊末代国王。[258]
- 何文杞，91岁，台灣畫家[259]。
- 卞祖和，83岁，中国科学技术大学原副校长、近代物理系原教授。[260]
- 何平，65歲，中国導演。[261]
- 塗桂英，92歲，中國人，原大鐘寺古鐘博物館館長。[262]
- 李仁順，85歲，中國學者，哈爾濱工業大學教授。[263]
- 倪佑恩，49歲，新加坡电影、电视、舞台剧演员。[264]
- 乔治·佩尔（英語：George Pell），81岁，澳大利亚红衣主教。[265]
- 伊斯特万·迪克（匈牙利語：István Deák），96岁，匈牙利裔美国作家，历史学家。[266]
- 李元，86歲，美国华裔摄影师，世界华人摄影学会副会长。[267]
- 羅時鈞，99歲，中國學者、空氣動力學專家，曾任西北工業大學副校長。[268]
- 释延庄，58岁，中國佛教僧人，原少林寺武僧团团长（总教头）。[269]
- 布雷克·洪謝爾（英語：Blake Hounshell），44歲，美國新聞記者和編輯，紐約時報On Politics政治電子報主編。[270]
- 傑夫·貝克（英語：Jeff Beck），78歲，英國搖滾吉他手。死於細菌性腦膜炎。[271]
- 特劳德尔·黑歇尔（德語：Traudl Hecher），79歲，奥地利女子高山滑雪运动员。[272]
- 陈源兴，86岁，新加坡盲人，视障人士协会首位盲人主席。[273]
- 李小江，42岁，中國醫學家，天津中医药大学第一附属医院肿瘤科教授。[274]
- 孫国雄，88岁，中國學者，东南大学材料学院教授。[275]
- 刘树荃，93歲，中國企業家，中国香料香精化妆品工业协会原副秘书长。[276]

### 9日
- 張金麟，86歲，中国船舶總體和動力專家，中國工程院院士，中船重工第七一九研究所工程總設計師。[277]
- 许学慈，87岁，中國京胡制作大师、中国戏曲学院高级教师。[278]
- 陈蝉，66歲，中国導演。[279]
- 阿道弗·卡明斯基（法語：Adolfo Kaminsky），97歲，攝影師，第二次世界大戰時期法國抵抗運動成員，協助偽造證件而拯救了約14,000名猶太人[280]。
- 帕维尔·卡姆涅夫（俄語：Павел Камнев），86歲，俄羅斯火箭科学家。[281]
- 呂應運，85歲，中國學者，中國清華大學教授。[282]
- 趙寄石，102歲，中國學者、教育家，南京師範大學教育科學學院教授。[283]
- 蕭健，99歲，中國政治人物，曾任福建省經濟委員會主任，福建省人大常委會副主任，中共十二大代表。[284]
- 沈孝智，86岁，中国短跑教练。[285]
- 張錩，80歲，中國雕塑家，“泥人张”第四代传人，清华大学美术学院教授。[286]
- 金绍钧，88岁，中國政治人物，唐山市第七届政治协商会议原副主席。[287]
- 章武，81岁，中国作家，福建省作家协会原主席。[288]
- 古文正，93岁，中国人民志愿军退役軍人，长津湖战役一等功臣。[289]
- 王孝榆，86岁，中國政治人物，中国人民政治协商会议第八、九届青海省委员会副主席[290]
- 方利君，92岁，中國醫學家，复旦大学附属儿科医院内科肾脏科教授。[291]
- 佐藤干夫（日語：佐藤 幹夫），94岁，日本数学家，沃尔夫数学奖得主。[292]
- 岸义人（日語：岸 義人），85岁，日本化学家，專長於有機合成。[293]
- 盧培元，91歲，中國學者。[294]
- 卡尔·米勒（德語：Karl Müller），95岁，瑞士物理学家，1987年诺贝尔物理学奖得主。[295]
- 辛西·鲍威尔（英語：Cincy Powell），80岁，前美国职业篮球运动员。[296]
- 梅林達·狄龍（英語：Melinda Dillon），83歲，美國女演員。[297]

### 8日
- 高韵笙，93岁，中国京剧表演艺术家，高庆奎之子。[298]
- 巢峰，94歲，中國書商，上海辭書出版社原黨委書記、社長、總編輯。[299]
- 任桂兰，93岁，中国军级离休干部，开国中将梁兴初夫人。[300]
- 羅伯托·迪納米特（葡萄牙語：Roberto Dinamite），68歲，巴西職業足球運動員。[301]。
- 孙达武，89岁，中國中醫師，湖南中医骨伤泰斗、湖南省中医院终身教授。[302]
- 刘恪，70岁，中国作家，河南大学文学院教授。[303]
- 楊辰垣，86歲，中國醫界人物，心臟大血管外科專家。[304]
- 黃嘉善，82歲，中國美術界人物，溫州市美術家協會名譽主席。[305]
- 謝敏達，90歲，中國學者，哈爾濱工業大學機電工程學院機械設計系副教授。[306]
- 李廣和，86歲，中國學者，哈爾濱工業大學人文學院教授。[307]
- 寧金茂，100歲，中國政治人物，原滁縣地委組織部副部長。[308]
- 沈工，86歲，中國學者，哈爾濱工業大學機電控制及自動化系教師。[309]
- 黃邦應，85歲，中國政治人物，原安徽省文化廳副廳長。[310]
- 彭少雄，84歲，中國政治人物，蕪湖市委原常委、宣傳部部長。[311]
- 葛榮晉，88歲，中國學者、哲學家，中國人民大學哲學教授。[312]
- 武韬，82岁，中国外交官，前外交部部长助理。曾任駐俄羅斯大使。[313]
- 石刚刚，67岁，中國學者，汕头大学医学院原党委书记。[314]
- 卢庆贻，94岁，中国抗日战争老兵。[315]
- 顾学荣，92岁，中国经济学家、中国人民大学经济学院教授。[316]
- 傑克·海福德（英語：Jack Hayford），88歲，美國基督教牧師、作曲家、作家。[317]
- 錢久信，92歲，中國學者。[318]
- 查尔斯·戴维·阿利斯（英語：Charles David Allis），71岁，美国分子生物学家.[319]
- 李傳恩，103歲，中國政治人物，曾任西藏軍區副政治委員，西藏自治區政協副主席。[320]

### 7日
- 孫景坤，98歲，中國軍事人物，七一勳章獲得者。[321]
- 王鉴风，92岁，中國常州词人、武进南风词社创始人。[322]
- 毕谷云，92岁，中国京剧表演艺术家。[323]
- 羅素·班克斯（英語：Russell Banks），82歲，美國小說家、詩人。[324]。
- 苏秀，96岁，中国配音艺术家。[325]
- 陈戍国，76岁，中国礼学家，湖南大学教授。[326]
- 刘向东，83岁，中国新闻工作者，新华日报社原社长。[327]
- 尤里·马宁（俄語：Юрий Манин），85歲，俄罗斯数学家。[328]。
- 林少偉，90歲，新加坡建築師、新加坡傳統文化學會創辦人，曾參與設計珍珠坊、黃金坊、新加坡大會堂等多個新加坡著名地標建築。[329]
- 楊洛書，95歲，中國畫家。[330]
- 武永年，89岁，中国画家，西安美术学院教授。[331]
- 荆其敏，89岁，中國學者，天津大学建筑学院教授。[332]
- 莫德斯特·姆巴米（法語：Modeste M'bami），40岁，喀麦隆足球运动员。[333]
- 胡安良，89岁，中国语言学家、青海民族大学终身教授、语言学研究生首席导师教授。[334]
- 饒淦中，77歲，中國記者。[335]
- 约瑟夫·哈代三世（英語：Joseph A. Hardy III），100歲，美國企業家，建筑材料公司84lumber创始人和Nemacolin 度假村的开发商。[336]
- 王振权，86岁，中国微量元素专家。[337]
- 来新民，58岁，中國學者，上海交通大学机械与动力工程学院教授。[338]
- 亞當·里奇（英語：Adam Rich），54歲，美國演員。[339]
- 何生清，88岁，中國司法檢察官，最高人民检察院副厅级检察员。[340]

### 6日
- 沈呂巡，73歲，中華民國資深外交官，曾任駐英代表、駐美代表。[341]
- 卢海潮，76岁，中國粤剧演员，曾出演《外来媳妇本地郎》，香港演员卢海鹏胞弟。[342]
- 詹盧卡·維亞利（義大利語：Gianluca Vialli），58歲，義大利足球員及教練。胰腺癌。[343]
- 郭林大，93歲，中國人，南京大屠殺倖存者。[344]
- 黄允，90歲，中國編劇。[345]
- 薜殿华，87岁，中國學者，清华大学建筑学院退休教授。[346]
- 楼乘震，76岁，中國報人，《深圳商报》记者，作家。[347]
- 徐柏龄，91岁，中國企業家，中国国际航空公司原总裁。[348]
- 沧南老，99岁，中國學者，湘潭大学教授。[349]
- 迪克·薩維特（英語：Dick Savitt），95歲，美國職業網球選手，1976年獲選為国际网球名人堂成員[350]。
- 陈望秋，91岁，中國畫家，原江苏美术出版社副编审、江苏省年画研究会会长。[351]
- 陈慰民，83岁，中国美术理论家、收藏家、湖南师范大学美术学院教授。[352]
- 田宏保，78岁，中國藝術家，太原画院油画家。[353]
- 歐文·羅斯曼（英語：Owen Roizman），86岁，美國電影攝影師、攝影指導，2017年美國電影奧斯卡獎終身成就獎得主[354]。
- 薛剑虹，90岁，中國书法家。江门市文联主席、江门市政协文史委主任。[355]
- 邓明阁，89歲，中國书法家、篆刻家、山西省工艺美术大师。[356]
- 溫少曼，105歲，中國現代水彩畫代表性人物。[357]
- 段芳龄，99岁，中国消化专家、享受国务院特殊津贴专家。[358]
- 刘静宜，97岁，中国化学家、原中国科学院环境化学研究所所长。[359]
- 鄭鳴玉，99歲，中國人，安徽師範大學原中文系黨總支書記。[360]
- 姜远海，90岁，中国醫學工程學家，临床工程学科奠基人之一，中华医学会医学工程学分会创始人。[361]
- 张世岐，99岁，中国官員，内蒙古自治区原农牧场管理局农业处处长。[362]
- 王述文，98歲，中國人，四川省商務廳退休幹部。[363]
- 峰芝茂（Shige Mineshiba），113歲，日裔加拿大人，去世時是加拿大最年長的人瑞。[364]

### 5日
- 毛昭晰，93歲，中國文物學家、博物館專家、文物保護活動家。[365]
- 金士翱，99歲，中國醫學家，中国麻醉学先驱。[366]
- 杜滋龄，81岁，中国艺术家、中国画学会副会长。[367]
- 赫柏特·金提斯（英語：Herbert Gintis），82岁，美國經濟學、行為科學、社會生物學和教育學家，代表著作包括《資本主義美國的學校教育》(Schooling in Capitalist America)[368]。
- 朱永嘉，91岁，中国政治人物、历史学者。[369]
- 秦锡麟，80岁，中國陶瓷學家，景德镇陶瓷大学校长、陶瓷学教授。[370]
- 崔曙庭，96岁，中國歷史學者，华中师范大学历史学教授。[371]
- 闵宗殿，90岁，中国农业博物馆研究员、历史学者。[372]
- 朱文华，73岁，中國學者，复旦大学中文系教授。[373]
- 蒋诚，94岁，中国人民志愿军退役軍人，上甘岭战役一等功臣、全国道德模范。[374]
- 王玉璞，98岁，中国京剧鼓师、上海京剧院国家一级演奏员。[375]
- 耿林莽，96歲，中国作家。[376]
- 埃内斯托·卡斯塔诺（義大利語：Ernesto Castano），83岁，意大利足球运动员，1968年代表意大利队获得欧洲足球锦标赛冠军。[377]
- 李昌麒，86歲，中国经济法学家，经济法学科开拓者与奠基人之一。[378]
- 楊樂民，87歲，中國學者，哈爾濱工業大學機電工程學院機電控制及自動化系教授。[379]
- 陈慧侬，82岁，中国中醫師，“全国名中医”、广西中医药大学第一附属医院妇科专家。[380]
- 陈剑虹，85岁，中国焊接冶金专家，兰州理工大学原校长。[381]
- 李万民，68岁，中国烹饪大师。[382]
- 李相玉（韓語：이상옥），89歲，韓國政治人物及外交官，盧泰愚政府時期任外交部長，1992年主導韓國與中華人民共和國建交。[383]。
- 王益英，94岁，中国法学家，中国人民大学法学院原副院长[384]。
- 戴德霖，91歲，中國政治人物，曾任溫州市第六、七届政協副主席，民建浙江省委員會常委。[385]
- 喬有為，93歲，中國人，原哈爾濱工業大學實驗室管理及物資處副處長。[386]
- 楊福愉，95歲，中国生物化学家、中国科学院院士。[387]
- 卢鉴章，82岁，中国煤矿安全专家，原煤炭科学研究总院副院长。[388]
- 厄尔·伯恩（英語：Earl Boen），81歲，美國演員。[389]
- 贺巍，87歲，中国语言学家，中国社会科学院语言研究所原副所长。[390]
- 巫乃宗，89岁，中國烹饪家。[391]
- 严敬明，88岁，中國妇产科专家，复旦大学教授。[392]
- ，94歲，中國學者，哈爾濱工業大學航天學院教師。[393]
- 孫予之，106歲，中國官員，原安徽省交通廳勞動工資處處長。[394]
- 邢润川，85岁，中國學者，山西大学科技技术哲学研究中心教授。[395]
- 金德株（韓語：김덕주），89歲，韓國律師、法官，曾任韩国大法院长(1990~1993年)[396]。
- 孙漪，83岁，中国信息与通信工程专家、西安交通大学教授。[397]
- 胡叙明，84岁，中國司法人物，宁夏回族自治区人民检察院原检察长。[398]
- 顾树桢，103岁，中國人，上海市财政局原局长，交通银行原筹备组组长。[399]
- 馮健，100歲，中國人，上海市委宣傳部原副部長陳其五夫人、新四軍老兵。[400]
- 伍海勤，84歲，中國學者、醫生，步长制药专家委员会主任，赵步长妻子。[401]
- 阿尔伯特·拉奇科夫（俄語：Альберт Рачков），95岁，苏联政治人物、外交官。[402]
- 郭俊渊，98岁，中国医学影像学专家、介入影像学的先驱者、华中科技大学同济医学院附属同济医院放射科教授。[403]
- 邁克·希爾（英語：Mike Hill），73歲，美國電影剪輯師。[404]
- 昆汀·威廉斯（英語：Quentin Williams），39歲，美國政治人物，民主黨籍康乃狄克州州眾議院議員，死於交通意外。[405]
- 萬耀林，98歲，中國政治家，原雲南省城鄉建設環保廳廳長。[406]

### 4日
- 劉紹銘，88歲，香港作家，嶺南大學中文系榮休講座教授。[407]
- 徐銤，85岁，中国核工业集团快堆首席专家，中国工程院院士。[408]
- 武胜，88岁，中国核材料与工艺专家，中国工程院院士。[409]
- 費伊·韋爾登（英語：Fay Weldon），91歲，CBE，英國女作家、散文家及劇作家[410]。
- 張繼馨，96歲，中国畫家，江苏花鸟画大师。[411]
- 邹昌义，78岁，中国画家，四川美术学院教授。[412]
- 刘锡明，74歲，新加坡政治人物，原后港前基层组织顾问、人民行动党后港支部主席。[413]
- 婁自良，90歲，中国俄语翻译家。[414]
- 沈望傅，67岁，新加坡科技企业家，音效卡大廠“创新科技”创办人。[415]
- 蔡至道，90岁，中国医科大学教授、超声学科专家。[416]
- 贾生鑫，99岁，中國市場學家，西安交通大学商学院教授。[417]
- 葛修润，88岁，中國岩石力学专家，中国工程院院士[418]。
- 胡如南，87岁，中国电镀专家，北京航空航天大学教授。[419]
- 徐文堪，79岁，中国辞书编纂专家、历史语言学家、《汉语大词典》编纂处编审。[420]
- 冯士亮，77岁，中國政治人物，原呼和浩特市市长。[421]
- 余能斌，85岁，中国法学教育家，民法学奠基人之一。[422]
- 罗西·米特迈尔（德語：Rosi Mittermaier），73岁，德国女子高山滑雪运动员，1976年获两枚冬奥会金牌。[423]
- 韓萬金，80歲，中國學者，哈爾濱工業大學能源科學與工程學院教授。[424]
- 邱晴，93岁，中國銀行家，曾任中国人民银行副行长、光大银行首任董事长[425]。
- 王甘杭，89歲，中國政治人物，中國原农业部农业司司长。[426]
- 陆熙炎，94岁，中国有机化学家、中国科学院院士。[427]
- 周金台，98岁，中国心血管病学专家，天津医科大学总医院终身专家。[428]
- 车文博，91岁，中国心理学家，中国心理学会原始会士，吉林大学哲学系、社会心理学系创建人之一。[429]
- 穆鸿利，87岁，中国辽金史家、东北师范大学历史系教授。[430]
- 任振远，92岁，中國醫師，北京朝阳医院原院长。[431]
- 李杰，96歲，中國官員，原屯溪高壓閥門廠黨委書記。[432]
- 趙天順，87歲，中國官員，黃山市人大常委會原副主任。[433]
- 沈永泰，60歲，中國書法家。[434]
- 毛慶安，97歲，中國軍界人物，安徽醫科大學武裝部原副部長。[435]
- 王維，96歲，中國人，成都信息工程大學退休幹部。[436]
- 瑪麗·科瓦若娃，95歲，捷克女子競技體操運動員。[437]
- 安柏·麥勞夫林 (Amber McLaughlin)，49歲，美國死刑犯，2003年在聖路易斯市謀殺前女友被控謀殺罪，2006年陪審團裁定有罪，最終法官判處注射死刑。成為美國首宗跨性別者遭處決案例。[438]

### 3日
- 江静，60岁，中国气象学家，南京大学大气科学学院教授、博士生导师。[439]
- 潘鴻海，80歲，中國油画家，浙江画院名誉院长。[440]
- 熊源偉，80歲，中國電影導演。深圳大学艺术学院教授。[441]
- 周令釗，103歲，中國畫家、設計師。[442]
- 赵其国，92岁，中国土壤学家，中国科学院院士。[443]
- 许鸿宾，87岁，中国画家，河北大学艺术学院教授。[444]
- 李韵秋，89岁，中国京剧表演艺术家。京剧大师李元春的妹妹。[445]
- 阿卜杜勒-萨拉姆·马贾利（阿拉伯語：عبد السلام المجالي），97岁，约旦医师、政治家，曾两度出任约旦首相[446]。
- 陸德銘，87歲，中國中醫學家，曾任上海中醫學院教授、主任醫師、博士生導師。[447]
- 顧嘉煇，91歲，香港音樂家。[448]
- 瓦爾特·康尼翰（英語：Walter Cunningham），90歲，美國太空人，執行過阿波羅7號任務。[449]
- 刘德顺，81岁，中國清华大学能源环境经济研究所教授。[450]
- 刘文选，99岁，中國画家、美术教育家。[451]
- 魯斯蘭·伊姆拉諾維奇·哈斯布拉托夫（俄語：Руслан Хасбулатов），80歲，俄羅斯政治人物，曾任俄罗斯最高苏维埃主席，十月事件主要人物之一。[452]
- 吴健，88岁，中國礦業學家，中国矿业大学（北京）教授。[453]
- 李业甫，88岁，中国推拿学家，国医大师。[454]
- 郭錫章，89歲，中国人民解放軍中將。[455][需要較佳来源]
- 孫自筠，87歲，中国作家。[456]
- 肖耀堂，90歲，中国政治人物，曾任第六、第七屆廣東省政協副主席，第七、八屆全國政協委員以及省委統戰部原部長。[457]
- 徐禹强，86岁，中國人，革命家徐特立孙女，中国人民解放军原总装备部信息研究中心退休干部。[458]
- 万云，91岁，中國人，北京市总工会原副主席，北京市对外友好协会原副会长，万里之妹。[459]
- 納特·塞耶（英語：Nate Thayer），62歲，美國自由撰稿人。[460]
- 贝西·亨德里克斯（英語：Bessie Hendricks），115歲57天，美國超級人瑞。[461]
- 苗永明，93岁，中國政治人物，原山东省政协副主席，原山东师范大学数学系教授。[462]
- 闵鸿昌，82岁，中国男高音歌唱家，原中国歌舞团一级演员。[463]
- 王葆玹，77岁，中国社会科学院教授、博士生导师。[464]
- 齊瑞田，91歲，中國人，原天津市化工局紀委書記。[465]
- 王震，94歲，中國官員，原合肥市中市區政協主席。[466]
- 鮑福忠，92歲，中國官員，原西藏那曲行署副專員。[467]
- 宋峻，88歲，中國政治人物，人大常委副主任。[468]
- 黃少龍，85歲，中國象棋國家大師。[469]

### 2日
- 李力安，102歲，中國政治人物，第十三屆中國共產黨中央顧問委員會委員、秘書長。[470]
- 李青，91歲，中國滑稽戲代表性傳承人。[471]
- 胡福明，87歲，中國學者、政治人物，南京大學教授，江蘇省政協原副主席。[472]
- 妙灵长老，95岁，中國佛教界人物，上海佛学院院长、上海真如寺长老。[473]
- 林肯·阿爾蒙德（英語：Lincoln Almond），86歲，美國政治人物，1995~2003年任羅德島州州長[474]。
- 張永昌，67歲，台灣企業家，股票上市公司和樁科技董事長。[475]
- 马庭禄，89歲，中國人，南京大屠殺倖存者。[476]
- 保彬，86歲，中國画家、南京艺术学院前院长。[477]
- 郭信一，55歲，台灣黑幫人物，「黑人家族」精神領袖，遭槍擊身亡。[478]
- 何德利，76歲，中國快板、相声演员。[479]
- 杜米特鲁·拉杜·波佩斯库（羅馬尼亞語：Dumitru Radu Popescu），87歲，罗马尼亚小说家，曾任罗马尼亚共产党中央政治执行委员会候补委员、罗马尼亚作家联盟主席[480]。
- 王智量，94歲，中國翻译家，华东师范大学中文系教授。[481]
- 罗念一，89岁，中国作曲家。[482]
- 钟涵，93岁，中国油画家、中央美术学院教授。[483]
- 杜熊文，80歲，中國演員。[484]
- 野杁俊希（日語：野杁 俊希），33歲，日本藝人，摔傷導致腦出血身亡。[485]
- 肯·布洛克（英語：Ken Block），55岁，美國职业赛车手，因雪地摩托事故身亡[486]。
- 魯風，77岁，中國作家。[487]
- 刘方柏，93岁，中国口腔颌面外科专家。[488]
- 邓子敬，79岁，中国画家，国家一级美术师。[489]
- 王景文，93歲，中國人，山東省濟南市中級人民法院原黨組書記、院長。[490]
- 刘佩瑛，101岁，中国蔬菜园艺学家，魔芋产业奠基人、西南大学教授。[491]
- 林藻，91岁，中國政治人物，原中国人民政治协商会议中山市委员会主席。[492]
- 彭瑞玲，91歲，中國學者，哈爾濱工業大學人文學院教授。[493]
- 吳忍畊，92歲，中國金屬材料專家，哈爾濱工業大學材料科學與工程學院教授。[494]
- 黄大路，65岁，中国社会科学院考古研究所教授。[495]
- 胡維邦，99歲，中國官員，原宣城地委顧問。[496]
- 張永慶，89歲，中國學者，寧夏社會科學院原副院長、研究員。[497]
- 霍成，96歲，中國天主教汾陽教區主教。[498]。
- 魯維綱，86歲，中國法語研究學者。北京大学外国语学院法语系退休副教授。[499]。
- 悉地斯瓦拉大師（Siddheshwar Swami），82歲，印度宗教人物，印度教林伽派靈性導師。[500]
- 吉見宏（日語：吉見 宏），61岁，日本會計學者，北海道大学教授。[501]
- 王學順，76歲，中國醫生。在河南省封丘市行醫至少50年。[502]
- 章民立，88歲，中國電子學者。北京大學電子學院副教授。[503]
- 劉繼光，101歲，中國人民解放軍少將。[504]

### 1日
- 郭南宏，86歲，臺灣學者、政治人物，曾任國立交通大學、國立高雄科技大學、長庚大學校長、交通部部長。[505]
- 龚锦堂，83岁，中國广州话剧团演员，电视剧《外来媳妇本地郎》康伯扮演者。[506]
- 韩锐，93岁，中国药理学家，协和医学院教授、中国医学科学院学部委员[507]。
- 韋廉，77歲，中國電影導演。曾執導《大決戰》《大轉折》等電影[508]
- 范维唐，87岁，中国工程院院士，矿山压力及开采机械化专家。原煤炭工業部副部長、黨組成員。[509]
- 侯一民，92歲，中國藝術家、艺术教育家。[510]
- 秦礼，96岁，中国电力工程師。能源部武漢高壓研究院黨委書記、國家高電壓計量站黨委書記。[511]
- 高希武，64歲，中国植物保护专家，中国农业大学教授。[512]
- 尔明，90岁，中國政治人物，原大连市政协副主席。[513]
- 王鑫，77歲，臺灣地理學家。台灣大學地理系教授[514]
- 菅爱梅，73岁，中國豫剧表演艺术家。[515][需要較佳来源]
- 李承刚，90岁，中国建築學者，建筑科学研究院原党委书记、中国建筑防水学科奠基人之一。[516]
- 維克托·伊萬年科（Виктор Валентинович Иваненко），75歲，蘇聯和俄羅斯國家安全機構領導人、俄羅斯蘇維埃社會主義聯邦共和國國家安全委員會主席。[517]
- 朱祖壽，77歲，中國外交官，曾任外交部港澳台司司長。[518]
- 易生，94歲，中国飞航导弹领域专家，原中国航空航天部科技委副主任。[519]
- 陈景源，中国影视人类学家，中國社会科学院民族学与人类学研究所影视人类学研究室主任。[520]
- 刘德顺，81岁，中國能源學者，清华大学能源学院教授。[521]
- 傅君诏，102岁，中国冶金专家，中国金属学会原副秘书长。[522]
- 刘秀杰，90岁，中国醫學家，核心脏病学奠基人、中国医学科学院阜外医院核医学科创始人。[523]
- 王维汉，97岁，中国人民解放军第六十五军原政治部主任。[524]
- 方一清，103歲，中國官員，安徽省政協原工作組委員會副主任。[525]
- 酆炳林，90岁，中國企業家，中国船舶工业总公司原副总经理。[526]
- 包智星，88岁，中國學者，北京大学外国语学院教授。[527]
- 汪浩，92歲，中國系統工程專家，中國人民解放軍少將。[528]
- 金川千尋（日语：金川千尋），96歲，日本企業家，信越化学董事长。[529]
- 長谷川哲夫（日语：長谷川哲夫），84歲，日本演員。[530]
- 孙琬钟，92歲，中國政治人物，原国务院法制局局长、党组书记。[531]
- 塗序彥，88歲，中國自動控制和人工智慧專家，中國人工智慧學會會士，曾任中國人工智慧學會理事長，中國自動化學會常務理事。[532]